# Zugzwang
|   | a | b | c | d | e | f | g | h |   |
| 8 | d5 re del bianco · e5 pedone del nero · f5 croce bianca · d4 croce nera · e4 pedone del bianco · f4 re del nero | d5 re del bianco · e5 pedone del nero · f5 croce bianca · d4 croce nera · e4 pedone del bianco · f4 re del nero | d5 re del bianco · e5 pedone del nero · f5 croce bianca · d4 croce nera · e4 pedone del bianco · f4 re del nero | d5 re del bianco · e5 pedone del nero · f5 croce bianca · d4 croce nera · e4 pedone del bianco · f4 re del nero | d5 re del bianco · e5 pedone del nero · f5 croce bianca · d4 croce nera · e4 pedone del bianco · f4 re del nero | d5 re del bianco · e5 pedone del nero · f5 croce bianca · d4 croce nera · e4 pedone del bianco · f4 re del nero | d5 re del bianco · e5 pedone del nero · f5 croce bianca · d4 croce nera · e4 pedone del bianco · f4 re del nero | d5 re del bianco · e5 pedone del nero · f5 croce bianca · d4 croce nera · e4 pedone del bianco · f4 re del nero | 8 |
| 7 | d5 re del bianco · e5 pedone del nero · f5 croce bianca · d4 croce nera · e4 pedone del bianco · f4 re del nero | d5 re del bianco · e5 pedone del nero · f5 croce bianca · d4 croce nera · e4 pedone del bianco · f4 re del nero | d5 re del bianco · e5 pedone del nero · f5 croce bianca · d4 croce nera · e4 pedone del bianco · f4 re del nero | d5 re del bianco · e5 pedone del nero · f5 croce bianca · d4 croce nera · e4 pedone del bianco · f4 re del nero | d5 re del bianco · e5 pedone del nero · f5 croce bianca · d4 croce nera · e4 pedone del bianco · f4 re del nero | d5 re del bianco · e5 pedone del nero · f5 croce bianca · d4 croce nera · e4 pedone del bianco · f4 re del nero | d5 re del bianco · e5 pedone del nero · f5 croce bianca · d4 croce nera · e4 pedone del bianco · f4 re del nero | d5 re del bianco · e5 pedone del nero · f5 croce bianca · d4 croce nera · e4 pedone del bianco · f4 re del nero | 7 |
| 6 | d5 re del bianco · e5 pedone del nero · f5 croce bianca · d4 croce nera · e4 pedone del bianco · f4 re del nero | d5 re del bianco · e5 pedone del nero · f5 croce bianca · d4 croce nera · e4 pedone del bianco · f4 re del nero | d5 re del bianco · e5 pedone del nero · f5 croce bianca · d4 croce nera · e4 pedone del bianco · f4 re del nero | d5 re del bianco · e5 pedone del nero · f5 croce bianca · d4 croce nera · e4 pedone del bianco · f4 re del nero | d5 re del bianco · e5 pedone del nero · f5 croce bianca · d4 croce nera · e4 pedone del bianco · f4 re del nero | d5 re del bianco · e5 pedone del nero · f5 croce bianca · d4 croce nera · e4 pedone del bianco · f4 re del nero | d5 re del bianco · e5 pedone del nero · f5 croce bianca · d4 croce nera · e4 pedone del bianco · f4 re del nero | d5 re del bianco · e5 pedone del nero · f5 croce bianca · d4 croce nera · e4 pedone del bianco · f4 re del nero | 6 |
| 5 | d5 re del bianco · e5 pedone del nero · f5 croce bianca · d4 croce nera · e4 pedone del bianco · f4 re del nero | d5 re del bianco · e5 pedone del nero · f5 croce bianca · d4 croce nera · e4 pedone del bianco · f4 re del nero | d5 re del bianco · e5 pedone del nero · f5 croce bianca · d4 croce nera · e4 pedone del bianco · f4 re del nero | d5 re del bianco · e5 pedone del nero · f5 croce bianca · d4 croce nera · e4 pedone del bianco · f4 re del nero | d5 re del bianco · e5 pedone del nero · f5 croce bianca · d4 croce nera · e4 pedone del bianco · f4 re del nero | d5 re del bianco · e5 pedone del nero · f5 croce bianca · d4 croce nera · e4 pedone del bianco · f4 re del nero | d5 re del bianco · e5 pedone del nero · f5 croce bianca · d4 croce nera · e4 pedone del bianco · f4 re del nero | d5 re del bianco · e5 pedone del nero · f5 croce bianca · d4 croce nera · e4 pedone del bianco · f4 re del nero | 5 |
| 4 | d5 re del bianco · e5 pedone del nero · f5 croce bianca · d4 croce nera · e4 pedone del bianco · f4 re del nero | d5 re del bianco · e5 pedone del nero · f5 croce bianca · d4 croce nera · e4 pedone del bianco · f4 re del nero | d5 re del bianco · e5 pedone del nero · f5 croce bianca · d4 croce nera · e4 pedone del bianco · f4 re del nero | d5 re del bianco · e5 pedone del nero · f5 croce bianca · d4 croce nera · e4 pedone del bianco · f4 re del nero | d5 re del bianco · e5 pedone del nero · f5 croce bianca · d4 croce nera · e4 pedone del bianco · f4 re del nero | d5 re del bianco · e5 pedone del nero · f5 croce bianca · d4 croce nera · e4 pedone del bianco · f4 re del nero | d5 re del bianco · e5 pedone del nero · f5 croce bianca · d4 croce nera · e4 pedone del bianco · f4 re del nero | d5 re del bianco · e5 pedone del nero · f5 croce bianca · d4 croce nera · e4 pedone del bianco · f4 re del nero | 4 |
| 3 | d5 re del bianco · e5 pedone del nero · f5 croce bianca · d4 croce nera · e4 pedone del bianco · f4 re del nero | d5 re del bianco · e5 pedone del nero · f5 croce bianca · d4 croce nera · e4 pedone del bianco · f4 re del nero | d5 re del bianco · e5 pedone del nero · f5 croce bianca · d4 croce nera · e4 pedone del bianco · f4 re del nero | d5 re del bianco · e5 pedone del nero · f5 croce bianca · d4 croce nera · e4 pedone del bianco · f4 re del nero | d5 re del bianco · e5 pedone del nero · f5 croce bianca · d4 croce nera · e4 pedone del bianco · f4 re del nero | d5 re del bianco · e5 pedone del nero · f5 croce bianca · d4 croce nera · e4 pedone del bianco · f4 re del nero | d5 re del bianco · e5 pedone del nero · f5 croce bianca · d4 croce nera · e4 pedone del bianco · f4 re del nero | d5 re del bianco · e5 pedone del nero · f5 croce bianca · d4 croce nera · e4 pedone del bianco · f4 re del nero | 3 |
| 2 | d5 re del bianco · e5 pedone del nero · f5 croce bianca · d4 croce nera · e4 pedone del bianco · f4 re del nero | d5 re del bianco · e5 pedone del nero · f5 croce bianca · d4 croce nera · e4 pedone del bianco · f4 re del nero | d5 re del bianco · e5 pedone del nero · f5 croce bianca · d4 croce nera · e4 pedone del bianco · f4 re del nero | d5 re del bianco · e5 pedone del nero · f5 croce bianca · d4 croce nera · e4 pedone del bianco · f4 re del nero | d5 re del bianco · e5 pedone del nero · f5 croce bianca · d4 croce nera · e4 pedone del bianco · f4 re del nero | d5 re del bianco · e5 pedone del nero · f5 croce bianca · d4 croce nera · e4 pedone del bianco · f4 re del nero | d5 re del bianco · e5 pedone del nero · f5 croce bianca · d4 croce nera · e4 pedone del bianco · f4 re del nero | d5 re del bianco · e5 pedone del nero · f5 croce bianca · d4 croce nera · e4 pedone del bianco · f4 re del nero | 2 |
| 1 | d5 re del bianco · e5 pedone del nero · f5 croce bianca · d4 croce nera · e4 pedone del bianco · f4 re del nero | d5 re del bianco · e5 pedone del nero · f5 croce bianca · d4 croce nera · e4 pedone del bianco · f4 re del nero | d5 re del bianco · e5 pedone del nero · f5 croce bianca · d4 croce nera · e4 pedone del bianco · f4 re del nero | d5 re del bianco · e5 pedone del nero · f5 croce bianca · d4 croce nera · e4 pedone del bianco · f4 re del nero | d5 re del bianco · e5 pedone del nero · f5 croce bianca · d4 croce nera · e4 pedone del bianco · f4 re del nero | d5 re del bianco · e5 pedone del nero · f5 croce bianca · d4 croce nera · e4 pedone del bianco · f4 re del nero | d5 re del bianco · e5 pedone del nero · f5 croce bianca · d4 croce nera · e4 pedone del bianco · f4 re del nero | d5 re del bianco · e5 pedone del nero · f5 croce bianca · d4 croce nera · e4 pedone del bianco · f4 re del nero | 1 |
|   | a | b | c | d | e | f | g | h |   |

Zugzwang (IPA: [ˈtsuːktsvaŋ]) è una parola tedesca che significa "obbligato a muovere". Negli scacchi si riferisce alla situazione in cui un giocatore si trova in difficoltà perché qualsiasi mossa faccia, è costretto a subire lo scacco matto oppure una perdita di materiale, immediata o anche a breve termine.

## Descrizione
Normalmente negli scacchi "avere la mossa" è un vantaggio, in quanto il giocatore può decidere quali attacchi o difese portare avanti. Lo zugzwang si verifica quando non ci sono mosse vantaggiose possibili. Spesso si verifica nei finali di partita, quando il numero di pezzi sulla scacchiera (quindi il numero di mosse possibili) si riduce.
Nell'immagine sopra, il giocatore è obbligato a muovere il re abbandonando la copertura del pedone: di conseguenza chi muove perde la partita. Dato che si tratta di zugzwang sia che muova il Bianco sia che muova il Nero, questo è un esempio di zugzwang reciproco; è una situazione che accade spesso nei finali di partita che coinvolgono solo re e pedoni, finali detti "in opposizione", dove entrambi i giocatori cercano di raggiungere l'opposizione del proprio re rispetto all'altro, in modo che alla mossa seguente l'avversario debba abbandonare il pedone.
Esistono molte possibili posizioni di zugzwang, rare in apertura, non molto frequenti nel mediogioco e più frequenti nel finale:
- in apertura, generalmente entrambi i giocatori hanno la possibilità di sviluppare i pezzi, oppure, al limite, di poter fare mosse d'attesa, al limite con il re, se non si può fare di meglio;
- nel mediogioco, soprattutto quando si verificano attacchi multipli, è possibile che uno dei giocatori, per difendere tutti i propri punti deboli, si trovi costretto a legare tutti i propri pezzi a una difesa passiva, privandoli della loro libertà di movimento;
- nel finale, dato il materiale ridotto, avere i pezzi in posizione passiva, magari bloccati a causa di una inchiodatura porta facilmente allo zugzwang; nel caso in cui sulla scacchiera si trovino solo re e pedoni, con pedoni bloccati, se uno dei due re si trova in posizione ristretta, lo zugzwang è molto frequente.

## Immortal Zugzwang
|   | a | b | c | d | e | f | g | h |   |
| 8 | g8 re del nero · d7 donna del nero · g7 pedone del nero · a6 pedone del nero · d6 alfiere del nero · e6 pedone del nero · h6 pedone del nero · d5 pedone del nero · f5 torre del nero · b4 pedone del nero · d4 pedone del bianco · e4 pedone del nero · d3 alfiere del nero · e3 donna del bianco · g3 pedone del bianco · h3 pedone del bianco · a2 pedone del bianco · b2 pedone del bianco · d2 alfiere del bianco · f2 torre del nero · g2 alfiere del bianco · b1 cavallo del bianco · e1 torre del bianco · g1 torre del bianco · h1 re del bianco | g8 re del nero · d7 donna del nero · g7 pedone del nero · a6 pedone del nero · d6 alfiere del nero · e6 pedone del nero · h6 pedone del nero · d5 pedone del nero · f5 torre del nero · b4 pedone del nero · d4 pedone del bianco · e4 pedone del nero · d3 alfiere del nero · e3 donna del bianco · g3 pedone del bianco · h3 pedone del bianco · a2 pedone del bianco · b2 pedone del bianco · d2 alfiere del bianco · f2 torre del nero · g2 alfiere del bianco · b1 cavallo del bianco · e1 torre del bianco · g1 torre del bianco · h1 re del bianco | g8 re del nero · d7 donna del nero · g7 pedone del nero · a6 pedone del nero · d6 alfiere del nero · e6 pedone del nero · h6 pedone del nero · d5 pedone del nero · f5 torre del nero · b4 pedone del nero · d4 pedone del bianco · e4 pedone del nero · d3 alfiere del nero · e3 donna del bianco · g3 pedone del bianco · h3 pedone del bianco · a2 pedone del bianco · b2 pedone del bianco · d2 alfiere del bianco · f2 torre del nero · g2 alfiere del bianco · b1 cavallo del bianco · e1 torre del bianco · g1 torre del bianco · h1 re del bianco | g8 re del nero · d7 donna del nero · g7 pedone del nero · a6 pedone del nero · d6 alfiere del nero · e6 pedone del nero · h6 pedone del nero · d5 pedone del nero · f5 torre del nero · b4 pedone del nero · d4 pedone del bianco · e4 pedone del nero · d3 alfiere del nero · e3 donna del bianco · g3 pedone del bianco · h3 pedone del bianco · a2 pedone del bianco · b2 pedone del bianco · d2 alfiere del bianco · f2 torre del nero · g2 alfiere del bianco · b1 cavallo del bianco · e1 torre del bianco · g1 torre del bianco · h1 re del bianco | g8 re del nero · d7 donna del nero · g7 pedone del nero · a6 pedone del nero · d6 alfiere del nero · e6 pedone del nero · h6 pedone del nero · d5 pedone del nero · f5 torre del nero · b4 pedone del nero · d4 pedone del bianco · e4 pedone del nero · d3 alfiere del nero · e3 donna del bianco · g3 pedone del bianco · h3 pedone del bianco · a2 pedone del bianco · b2 pedone del bianco · d2 alfiere del bianco · f2 torre del nero · g2 alfiere del bianco · b1 cavallo del bianco · e1 torre del bianco · g1 torre del bianco · h1 re del bianco | g8 re del nero · d7 donna del nero · g7 pedone del nero · a6 pedone del nero · d6 alfiere del nero · e6 pedone del nero · h6 pedone del nero · d5 pedone del nero · f5 torre del nero · b4 pedone del nero · d4 pedone del bianco · e4 pedone del nero · d3 alfiere del nero · e3 donna del bianco · g3 pedone del bianco · h3 pedone del bianco · a2 pedone del bianco · b2 pedone del bianco · d2 alfiere del bianco · f2 torre del nero · g2 alfiere del bianco · b1 cavallo del bianco · e1 torre del bianco · g1 torre del bianco · h1 re del bianco | g8 re del nero · d7 donna del nero · g7 pedone del nero · a6 pedone del nero · d6 alfiere del nero · e6 pedone del nero · h6 pedone del nero · d5 pedone del nero · f5 torre del nero · b4 pedone del nero · d4 pedone del bianco · e4 pedone del nero · d3 alfiere del nero · e3 donna del bianco · g3 pedone del bianco · h3 pedone del bianco · a2 pedone del bianco · b2 pedone del bianco · d2 alfiere del bianco · f2 torre del nero · g2 alfiere del bianco · b1 cavallo del bianco · e1 torre del bianco · g1 torre del bianco · h1 re del bianco | g8 re del nero · d7 donna del nero · g7 pedone del nero · a6 pedone del nero · d6 alfiere del nero · e6 pedone del nero · h6 pedone del nero · d5 pedone del nero · f5 torre del nero · b4 pedone del nero · d4 pedone del bianco · e4 pedone del nero · d3 alfiere del nero · e3 donna del bianco · g3 pedone del bianco · h3 pedone del bianco · a2 pedone del bianco · b2 pedone del bianco · d2 alfiere del bianco · f2 torre del nero · g2 alfiere del bianco · b1 cavallo del bianco · e1 torre del bianco · g1 torre del bianco · h1 re del bianco | 8 |
| 7 | g8 re del nero · d7 donna del nero · g7 pedone del nero · a6 pedone del nero · d6 alfiere del nero · e6 pedone del nero · h6 pedone del nero · d5 pedone del nero · f5 torre del nero · b4 pedone del nero · d4 pedone del bianco · e4 pedone del nero · d3 alfiere del nero · e3 donna del bianco · g3 pedone del bianco · h3 pedone del bianco · a2 pedone del bianco · b2 pedone del bianco · d2 alfiere del bianco · f2 torre del nero · g2 alfiere del bianco · b1 cavallo del bianco · e1 torre del bianco · g1 torre del bianco · h1 re del bianco | g8 re del nero · d7 donna del nero · g7 pedone del nero · a6 pedone del nero · d6 alfiere del nero · e6 pedone del nero · h6 pedone del nero · d5 pedone del nero · f5 torre del nero · b4 pedone del nero · d4 pedone del bianco · e4 pedone del nero · d3 alfiere del nero · e3 donna del bianco · g3 pedone del bianco · h3 pedone del bianco · a2 pedone del bianco · b2 pedone del bianco · d2 alfiere del bianco · f2 torre del nero · g2 alfiere del bianco · b1 cavallo del bianco · e1 torre del bianco · g1 torre del bianco · h1 re del bianco | g8 re del nero · d7 donna del nero · g7 pedone del nero · a6 pedone del nero · d6 alfiere del nero · e6 pedone del nero · h6 pedone del nero · d5 pedone del nero · f5 torre del nero · b4 pedone del nero · d4 pedone del bianco · e4 pedone del nero · d3 alfiere del nero · e3 donna del bianco · g3 pedone del bianco · h3 pedone del bianco · a2 pedone del bianco · b2 pedone del bianco · d2 alfiere del bianco · f2 torre del nero · g2 alfiere del bianco · b1 cavallo del bianco · e1 torre del bianco · g1 torre del bianco · h1 re del bianco | g8 re del nero · d7 donna del nero · g7 pedone del nero · a6 pedone del nero · d6 alfiere del nero · e6 pedone del nero · h6 pedone del nero · d5 pedone del nero · f5 torre del nero · b4 pedone del nero · d4 pedone del bianco · e4 pedone del nero · d3 alfiere del nero · e3 donna del bianco · g3 pedone del bianco · h3 pedone del bianco · a2 pedone del bianco · b2 pedone del bianco · d2 alfiere del bianco · f2 torre del nero · g2 alfiere del bianco · b1 cavallo del bianco · e1 torre del bianco · g1 torre del bianco · h1 re del bianco | g8 re del nero · d7 donna del nero · g7 pedone del nero · a6 pedone del nero · d6 alfiere del nero · e6 pedone del nero · h6 pedone del nero · d5 pedone del nero · f5 torre del nero · b4 pedone del nero · d4 pedone del bianco · e4 pedone del nero · d3 alfiere del nero · e3 donna del bianco · g3 pedone del bianco · h3 pedone del bianco · a2 pedone del bianco · b2 pedone del bianco · d2 alfiere del bianco · f2 torre del nero · g2 alfiere del bianco · b1 cavallo del bianco · e1 torre del bianco · g1 torre del bianco · h1 re del bianco | g8 re del nero · d7 donna del nero · g7 pedone del nero · a6 pedone del nero · d6 alfiere del nero · e6 pedone del nero · h6 pedone del nero · d5 pedone del nero · f5 torre del nero · b4 pedone del nero · d4 pedone del bianco · e4 pedone del nero · d3 alfiere del nero · e3 donna del bianco · g3 pedone del bianco · h3 pedone del bianco · a2 pedone del bianco · b2 pedone del bianco · d2 alfiere del bianco · f2 torre del nero · g2 alfiere del bianco · b1 cavallo del bianco · e1 torre del bianco · g1 torre del bianco · h1 re del bianco | g8 re del nero · d7 donna del nero · g7 pedone del nero · a6 pedone del nero · d6 alfiere del nero · e6 pedone del nero · h6 pedone del nero · d5 pedone del nero · f5 torre del nero · b4 pedone del nero · d4 pedone del bianco · e4 pedone del nero · d3 alfiere del nero · e3 donna del bianco · g3 pedone del bianco · h3 pedone del bianco · a2 pedone del bianco · b2 pedone del bianco · d2 alfiere del bianco · f2 torre del nero · g2 alfiere del bianco · b1 cavallo del bianco · e1 torre del bianco · g1 torre del bianco · h1 re del bianco | g8 re del nero · d7 donna del nero · g7 pedone del nero · a6 pedone del nero · d6 alfiere del nero · e6 pedone del nero · h6 pedone del nero · d5 pedone del nero · f5 torre del nero · b4 pedone del nero · d4 pedone del bianco · e4 pedone del nero · d3 alfiere del nero · e3 donna del bianco · g3 pedone del bianco · h3 pedone del bianco · a2 pedone del bianco · b2 pedone del bianco · d2 alfiere del bianco · f2 torre del nero · g2 alfiere del bianco · b1 cavallo del bianco · e1 torre del bianco · g1 torre del bianco · h1 re del bianco | 7 |
| 6 | g8 re del nero · d7 donna del nero · g7 pedone del nero · a6 pedone del nero · d6 alfiere del nero · e6 pedone del nero · h6 pedone del nero · d5 pedone del nero · f5 torre del nero · b4 pedone del nero · d4 pedone del bianco · e4 pedone del nero · d3 alfiere del nero · e3 donna del bianco · g3 pedone del bianco · h3 pedone del bianco · a2 pedone del bianco · b2 pedone del bianco · d2 alfiere del bianco · f2 torre del nero · g2 alfiere del bianco · b1 cavallo del bianco · e1 torre del bianco · g1 torre del bianco · h1 re del bianco | g8 re del nero · d7 donna del nero · g7 pedone del nero · a6 pedone del nero · d6 alfiere del nero · e6 pedone del nero · h6 pedone del nero · d5 pedone del nero · f5 torre del nero · b4 pedone del nero · d4 pedone del bianco · e4 pedone del nero · d3 alfiere del nero · e3 donna del bianco · g3 pedone del bianco · h3 pedone del bianco · a2 pedone del bianco · b2 pedone del bianco · d2 alfiere del bianco · f2 torre del nero · g2 alfiere del bianco · b1 cavallo del bianco · e1 torre del bianco · g1 torre del bianco · h1 re del bianco | g8 re del nero · d7 donna del nero · g7 pedone del nero · a6 pedone del nero · d6 alfiere del nero · e6 pedone del nero · h6 pedone del nero · d5 pedone del nero · f5 torre del nero · b4 pedone del nero · d4 pedone del bianco · e4 pedone del nero · d3 alfiere del nero · e3 donna del bianco · g3 pedone del bianco · h3 pedone del bianco · a2 pedone del bianco · b2 pedone del bianco · d2 alfiere del bianco · f2 torre del nero · g2 alfiere del bianco · b1 cavallo del bianco · e1 torre del bianco · g1 torre del bianco · h1 re del bianco | g8 re del nero · d7 donna del nero · g7 pedone del nero · a6 pedone del nero · d6 alfiere del nero · e6 pedone del nero · h6 pedone del nero · d5 pedone del nero · f5 torre del nero · b4 pedone del nero · d4 pedone del bianco · e4 pedone del nero · d3 alfiere del nero · e3 donna del bianco · g3 pedone del bianco · h3 pedone del bianco · a2 pedone del bianco · b2 pedone del bianco · d2 alfiere del bianco · f2 torre del nero · g2 alfiere del bianco · b1 cavallo del bianco · e1 torre del bianco · g1 torre del bianco · h1 re del bianco | g8 re del nero · d7 donna del nero · g7 pedone del nero · a6 pedone del nero · d6 alfiere del nero · e6 pedone del nero · h6 pedone del nero · d5 pedone del nero · f5 torre del nero · b4 pedone del nero · d4 pedone del bianco · e4 pedone del nero · d3 alfiere del nero · e3 donna del bianco · g3 pedone del bianco · h3 pedone del bianco · a2 pedone del bianco · b2 pedone del bianco · d2 alfiere del bianco · f2 torre del nero · g2 alfiere del bianco · b1 cavallo del bianco · e1 torre del bianco · g1 torre del bianco · h1 re del bianco | g8 re del nero · d7 donna del nero · g7 pedone del nero · a6 pedone del nero · d6 alfiere del nero · e6 pedone del nero · h6 pedone del nero · d5 pedone del nero · f5 torre del nero · b4 pedone del nero · d4 pedone del bianco · e4 pedone del nero · d3 alfiere del nero · e3 donna del bianco · g3 pedone del bianco · h3 pedone del bianco · a2 pedone del bianco · b2 pedone del bianco · d2 alfiere del bianco · f2 torre del nero · g2 alfiere del bianco · b1 cavallo del bianco · e1 torre del bianco · g1 torre del bianco · h1 re del bianco | g8 re del nero · d7 donna del nero · g7 pedone del nero · a6 pedone del nero · d6 alfiere del nero · e6 pedone del nero · h6 pedone del nero · d5 pedone del nero · f5 torre del nero · b4 pedone del nero · d4 pedone del bianco · e4 pedone del nero · d3 alfiere del nero · e3 donna del bianco · g3 pedone del bianco · h3 pedone del bianco · a2 pedone del bianco · b2 pedone del bianco · d2 alfiere del bianco · f2 torre del nero · g2 alfiere del bianco · b1 cavallo del bianco · e1 torre del bianco · g1 torre del bianco · h1 re del bianco | g8 re del nero · d7 donna del nero · g7 pedone del nero · a6 pedone del nero · d6 alfiere del nero · e6 pedone del nero · h6 pedone del nero · d5 pedone del nero · f5 torre del nero · b4 pedone del nero · d4 pedone del bianco · e4 pedone del nero · d3 alfiere del nero · e3 donna del bianco · g3 pedone del bianco · h3 pedone del bianco · a2 pedone del bianco · b2 pedone del bianco · d2 alfiere del bianco · f2 torre del nero · g2 alfiere del bianco · b1 cavallo del bianco · e1 torre del bianco · g1 torre del bianco · h1 re del bianco | 6 |
| 5 | g8 re del nero · d7 donna del nero · g7 pedone del nero · a6 pedone del nero · d6 alfiere del nero · e6 pedone del nero · h6 pedone del nero · d5 pedone del nero · f5 torre del nero · b4 pedone del nero · d4 pedone del bianco · e4 pedone del nero · d3 alfiere del nero · e3 donna del bianco · g3 pedone del bianco · h3 pedone del bianco · a2 pedone del bianco · b2 pedone del bianco · d2 alfiere del bianco · f2 torre del nero · g2 alfiere del bianco · b1 cavallo del bianco · e1 torre del bianco · g1 torre del bianco · h1 re del bianco | g8 re del nero · d7 donna del nero · g7 pedone del nero · a6 pedone del nero · d6 alfiere del nero · e6 pedone del nero · h6 pedone del nero · d5 pedone del nero · f5 torre del nero · b4 pedone del nero · d4 pedone del bianco · e4 pedone del nero · d3 alfiere del nero · e3 donna del bianco · g3 pedone del bianco · h3 pedone del bianco · a2 pedone del bianco · b2 pedone del bianco · d2 alfiere del bianco · f2 torre del nero · g2 alfiere del bianco · b1 cavallo del bianco · e1 torre del bianco · g1 torre del bianco · h1 re del bianco | g8 re del nero · d7 donna del nero · g7 pedone del nero · a6 pedone del nero · d6 alfiere del nero · e6 pedone del nero · h6 pedone del nero · d5 pedone del nero · f5 torre del nero · b4 pedone del nero · d4 pedone del bianco · e4 pedone del nero · d3 alfiere del nero · e3 donna del bianco · g3 pedone del bianco · h3 pedone del bianco · a2 pedone del bianco · b2 pedone del bianco · d2 alfiere del bianco · f2 torre del nero · g2 alfiere del bianco · b1 cavallo del bianco · e1 torre del bianco · g1 torre del bianco · h1 re del bianco | g8 re del nero · d7 donna del nero · g7 pedone del nero · a6 pedone del nero · d6 alfiere del nero · e6 pedone del nero · h6 pedone del nero · d5 pedone del nero · f5 torre del nero · b4 pedone del nero · d4 pedone del bianco · e4 pedone del nero · d3 alfiere del nero · e3 donna del bianco · g3 pedone del bianco · h3 pedone del bianco · a2 pedone del bianco · b2 pedone del bianco · d2 alfiere del bianco · f2 torre del nero · g2 alfiere del bianco · b1 cavallo del bianco · e1 torre del bianco · g1 torre del bianco · h1 re del bianco | g8 re del nero · d7 donna del nero · g7 pedone del nero · a6 pedone del nero · d6 alfiere del nero · e6 pedone del nero · h6 pedone del nero · d5 pedone del nero · f5 torre del nero · b4 pedone del nero · d4 pedone del bianco · e4 pedone del nero · d3 alfiere del nero · e3 donna del bianco · g3 pedone del bianco · h3 pedone del bianco · a2 pedone del bianco · b2 pedone del bianco · d2 alfiere del bianco · f2 torre del nero · g2 alfiere del bianco · b1 cavallo del bianco · e1 torre del bianco · g1 torre del bianco · h1 re del bianco | g8 re del nero · d7 donna del nero · g7 pedone del nero · a6 pedone del nero · d6 alfiere del nero · e6 pedone del nero · h6 pedone del nero · d5 pedone del nero · f5 torre del nero · b4 pedone del nero · d4 pedone del bianco · e4 pedone del nero · d3 alfiere del nero · e3 donna del bianco · g3 pedone del bianco · h3 pedone del bianco · a2 pedone del bianco · b2 pedone del bianco · d2 alfiere del bianco · f2 torre del nero · g2 alfiere del bianco · b1 cavallo del bianco · e1 torre del bianco · g1 torre del bianco · h1 re del bianco | g8 re del nero · d7 donna del nero · g7 pedone del nero · a6 pedone del nero · d6 alfiere del nero · e6 pedone del nero · h6 pedone del nero · d5 pedone del nero · f5 torre del nero · b4 pedone del nero · d4 pedone del bianco · e4 pedone del nero · d3 alfiere del nero · e3 donna del bianco · g3 pedone del bianco · h3 pedone del bianco · a2 pedone del bianco · b2 pedone del bianco · d2 alfiere del bianco · f2 torre del nero · g2 alfiere del bianco · b1 cavallo del bianco · e1 torre del bianco · g1 torre del bianco · h1 re del bianco | g8 re del nero · d7 donna del nero · g7 pedone del nero · a6 pedone del nero · d6 alfiere del nero · e6 pedone del nero · h6 pedone del nero · d5 pedone del nero · f5 torre del nero · b4 pedone del nero · d4 pedone del bianco · e4 pedone del nero · d3 alfiere del nero · e3 donna del bianco · g3 pedone del bianco · h3 pedone del bianco · a2 pedone del bianco · b2 pedone del bianco · d2 alfiere del bianco · f2 torre del nero · g2 alfiere del bianco · b1 cavallo del bianco · e1 torre del bianco · g1 torre del bianco · h1 re del bianco | 5 |
| 4 | g8 re del nero · d7 donna del nero · g7 pedone del nero · a6 pedone del nero · d6 alfiere del nero · e6 pedone del nero · h6 pedone del nero · d5 pedone del nero · f5 torre del nero · b4 pedone del nero · d4 pedone del bianco · e4 pedone del nero · d3 alfiere del nero · e3 donna del bianco · g3 pedone del bianco · h3 pedone del bianco · a2 pedone del bianco · b2 pedone del bianco · d2 alfiere del bianco · f2 torre del nero · g2 alfiere del bianco · b1 cavallo del bianco · e1 torre del bianco · g1 torre del bianco · h1 re del bianco | g8 re del nero · d7 donna del nero · g7 pedone del nero · a6 pedone del nero · d6 alfiere del nero · e6 pedone del nero · h6 pedone del nero · d5 pedone del nero · f5 torre del nero · b4 pedone del nero · d4 pedone del bianco · e4 pedone del nero · d3 alfiere del nero · e3 donna del bianco · g3 pedone del bianco · h3 pedone del bianco · a2 pedone del bianco · b2 pedone del bianco · d2 alfiere del bianco · f2 torre del nero · g2 alfiere del bianco · b1 cavallo del bianco · e1 torre del bianco · g1 torre del bianco · h1 re del bianco | g8 re del nero · d7 donna del nero · g7 pedone del nero · a6 pedone del nero · d6 alfiere del nero · e6 pedone del nero · h6 pedone del nero · d5 pedone del nero · f5 torre del nero · b4 pedone del nero · d4 pedone del bianco · e4 pedone del nero · d3 alfiere del nero · e3 donna del bianco · g3 pedone del bianco · h3 pedone del bianco · a2 pedone del bianco · b2 pedone del bianco · d2 alfiere del bianco · f2 torre del nero · g2 alfiere del bianco · b1 cavallo del bianco · e1 torre del bianco · g1 torre del bianco · h1 re del bianco | g8 re del nero · d7 donna del nero · g7 pedone del nero · a6 pedone del nero · d6 alfiere del nero · e6 pedone del nero · h6 pedone del nero · d5 pedone del nero · f5 torre del nero · b4 pedone del nero · d4 pedone del bianco · e4 pedone del nero · d3 alfiere del nero · e3 donna del bianco · g3 pedone del bianco · h3 pedone del bianco · a2 pedone del bianco · b2 pedone del bianco · d2 alfiere del bianco · f2 torre del nero · g2 alfiere del bianco · b1 cavallo del bianco · e1 torre del bianco · g1 torre del bianco · h1 re del bianco | g8 re del nero · d7 donna del nero · g7 pedone del nero · a6 pedone del nero · d6 alfiere del nero · e6 pedone del nero · h6 pedone del nero · d5 pedone del nero · f5 torre del nero · b4 pedone del nero · d4 pedone del bianco · e4 pedone del nero · d3 alfiere del nero · e3 donna del bianco · g3 pedone del bianco · h3 pedone del bianco · a2 pedone del bianco · b2 pedone del bianco · d2 alfiere del bianco · f2 torre del nero · g2 alfiere del bianco · b1 cavallo del bianco · e1 torre del bianco · g1 torre del bianco · h1 re del bianco | g8 re del nero · d7 donna del nero · g7 pedone del nero · a6 pedone del nero · d6 alfiere del nero · e6 pedone del nero · h6 pedone del nero · d5 pedone del nero · f5 torre del nero · b4 pedone del nero · d4 pedone del bianco · e4 pedone del nero · d3 alfiere del nero · e3 donna del bianco · g3 pedone del bianco · h3 pedone del bianco · a2 pedone del bianco · b2 pedone del bianco · d2 alfiere del bianco · f2 torre del nero · g2 alfiere del bianco · b1 cavallo del bianco · e1 torre del bianco · g1 torre del bianco · h1 re del bianco | g8 re del nero · d7 donna del nero · g7 pedone del nero · a6 pedone del nero · d6 alfiere del nero · e6 pedone del nero · h6 pedone del nero · d5 pedone del nero · f5 torre del nero · b4 pedone del nero · d4 pedone del bianco · e4 pedone del nero · d3 alfiere del nero · e3 donna del bianco · g3 pedone del bianco · h3 pedone del bianco · a2 pedone del bianco · b2 pedone del bianco · d2 alfiere del bianco · f2 torre del nero · g2 alfiere del bianco · b1 cavallo del bianco · e1 torre del bianco · g1 torre del bianco · h1 re del bianco | g8 re del nero · d7 donna del nero · g7 pedone del nero · a6 pedone del nero · d6 alfiere del nero · e6 pedone del nero · h6 pedone del nero · d5 pedone del nero · f5 torre del nero · b4 pedone del nero · d4 pedone del bianco · e4 pedone del nero · d3 alfiere del nero · e3 donna del bianco · g3 pedone del bianco · h3 pedone del bianco · a2 pedone del bianco · b2 pedone del bianco · d2 alfiere del bianco · f2 torre del nero · g2 alfiere del bianco · b1 cavallo del bianco · e1 torre del bianco · g1 torre del bianco · h1 re del bianco | 4 |
| 3 | g8 re del nero · d7 donna del nero · g7 pedone del nero · a6 pedone del nero · d6 alfiere del nero · e6 pedone del nero · h6 pedone del nero · d5 pedone del nero · f5 torre del nero · b4 pedone del nero · d4 pedone del bianco · e4 pedone del nero · d3 alfiere del nero · e3 donna del bianco · g3 pedone del bianco · h3 pedone del bianco · a2 pedone del bianco · b2 pedone del bianco · d2 alfiere del bianco · f2 torre del nero · g2 alfiere del bianco · b1 cavallo del bianco · e1 torre del bianco · g1 torre del bianco · h1 re del bianco | g8 re del nero · d7 donna del nero · g7 pedone del nero · a6 pedone del nero · d6 alfiere del nero · e6 pedone del nero · h6 pedone del nero · d5 pedone del nero · f5 torre del nero · b4 pedone del nero · d4 pedone del bianco · e4 pedone del nero · d3 alfiere del nero · e3 donna del bianco · g3 pedone del bianco · h3 pedone del bianco · a2 pedone del bianco · b2 pedone del bianco · d2 alfiere del bianco · f2 torre del nero · g2 alfiere del bianco · b1 cavallo del bianco · e1 torre del bianco · g1 torre del bianco · h1 re del bianco | g8 re del nero · d7 donna del nero · g7 pedone del nero · a6 pedone del nero · d6 alfiere del nero · e6 pedone del nero · h6 pedone del nero · d5 pedone del nero · f5 torre del nero · b4 pedone del nero · d4 pedone del bianco · e4 pedone del nero · d3 alfiere del nero · e3 donna del bianco · g3 pedone del bianco · h3 pedone del bianco · a2 pedone del bianco · b2 pedone del bianco · d2 alfiere del bianco · f2 torre del nero · g2 alfiere del bianco · b1 cavallo del bianco · e1 torre del bianco · g1 torre del bianco · h1 re del bianco | g8 re del nero · d7 donna del nero · g7 pedone del nero · a6 pedone del nero · d6 alfiere del nero · e6 pedone del nero · h6 pedone del nero · d5 pedone del nero · f5 torre del nero · b4 pedone del nero · d4 pedone del bianco · e4 pedone del nero · d3 alfiere del nero · e3 donna del bianco · g3 pedone del bianco · h3 pedone del bianco · a2 pedone del bianco · b2 pedone del bianco · d2 alfiere del bianco · f2 torre del nero · g2 alfiere del bianco · b1 cavallo del bianco · e1 torre del bianco · g1 torre del bianco · h1 re del bianco | g8 re del nero · d7 donna del nero · g7 pedone del nero · a6 pedone del nero · d6 alfiere del nero · e6 pedone del nero · h6 pedone del nero · d5 pedone del nero · f5 torre del nero · b4 pedone del nero · d4 pedone del bianco · e4 pedone del nero · d3 alfiere del nero · e3 donna del bianco · g3 pedone del bianco · h3 pedone del bianco · a2 pedone del bianco · b2 pedone del bianco · d2 alfiere del bianco · f2 torre del nero · g2 alfiere del bianco · b1 cavallo del bianco · e1 torre del bianco · g1 torre del bianco · h1 re del bianco | g8 re del nero · d7 donna del nero · g7 pedone del nero · a6 pedone del nero · d6 alfiere del nero · e6 pedone del nero · h6 pedone del nero · d5 pedone del nero · f5 torre del nero · b4 pedone del nero · d4 pedone del bianco · e4 pedone del nero · d3 alfiere del nero · e3 donna del bianco · g3 pedone del bianco · h3 pedone del bianco · a2 pedone del bianco · b2 pedone del bianco · d2 alfiere del bianco · f2 torre del nero · g2 alfiere del bianco · b1 cavallo del bianco · e1 torre del bianco · g1 torre del bianco · h1 re del bianco | g8 re del nero · d7 donna del nero · g7 pedone del nero · a6 pedone del nero · d6 alfiere del nero · e6 pedone del nero · h6 pedone del nero · d5 pedone del nero · f5 torre del nero · b4 pedone del nero · d4 pedone del bianco · e4 pedone del nero · d3 alfiere del nero · e3 donna del bianco · g3 pedone del bianco · h3 pedone del bianco · a2 pedone del bianco · b2 pedone del bianco · d2 alfiere del bianco · f2 torre del nero · g2 alfiere del bianco · b1 cavallo del bianco · e1 torre del bianco · g1 torre del bianco · h1 re del bianco | g8 re del nero · d7 donna del nero · g7 pedone del nero · a6 pedone del nero · d6 alfiere del nero · e6 pedone del nero · h6 pedone del nero · d5 pedone del nero · f5 torre del nero · b4 pedone del nero · d4 pedone del bianco · e4 pedone del nero · d3 alfiere del nero · e3 donna del bianco · g3 pedone del bianco · h3 pedone del bianco · a2 pedone del bianco · b2 pedone del bianco · d2 alfiere del bianco · f2 torre del nero · g2 alfiere del bianco · b1 cavallo del bianco · e1 torre del bianco · g1 torre del bianco · h1 re del bianco | 3 |
| 2 | g8 re del nero · d7 donna del nero · g7 pedone del nero · a6 pedone del nero · d6 alfiere del nero · e6 pedone del nero · h6 pedone del nero · d5 pedone del nero · f5 torre del nero · b4 pedone del nero · d4 pedone del bianco · e4 pedone del nero · d3 alfiere del nero · e3 donna del bianco · g3 pedone del bianco · h3 pedone del bianco · a2 pedone del bianco · b2 pedone del bianco · d2 alfiere del bianco · f2 torre del nero · g2 alfiere del bianco · b1 cavallo del bianco · e1 torre del bianco · g1 torre del bianco · h1 re del bianco | g8 re del nero · d7 donna del nero · g7 pedone del nero · a6 pedone del nero · d6 alfiere del nero · e6 pedone del nero · h6 pedone del nero · d5 pedone del nero · f5 torre del nero · b4 pedone del nero · d4 pedone del bianco · e4 pedone del nero · d3 alfiere del nero · e3 donna del bianco · g3 pedone del bianco · h3 pedone del bianco · a2 pedone del bianco · b2 pedone del bianco · d2 alfiere del bianco · f2 torre del nero · g2 alfiere del bianco · b1 cavallo del bianco · e1 torre del bianco · g1 torre del bianco · h1 re del bianco | g8 re del nero · d7 donna del nero · g7 pedone del nero · a6 pedone del nero · d6 alfiere del nero · e6 pedone del nero · h6 pedone del nero · d5 pedone del nero · f5 torre del nero · b4 pedone del nero · d4 pedone del bianco · e4 pedone del nero · d3 alfiere del nero · e3 donna del bianco · g3 pedone del bianco · h3 pedone del bianco · a2 pedone del bianco · b2 pedone del bianco · d2 alfiere del bianco · f2 torre del nero · g2 alfiere del bianco · b1 cavallo del bianco · e1 torre del bianco · g1 torre del bianco · h1 re del bianco | g8 re del nero · d7 donna del nero · g7 pedone del nero · a6 pedone del nero · d6 alfiere del nero · e6 pedone del nero · h6 pedone del nero · d5 pedone del nero · f5 torre del nero · b4 pedone del nero · d4 pedone del bianco · e4 pedone del nero · d3 alfiere del nero · e3 donna del bianco · g3 pedone del bianco · h3 pedone del bianco · a2 pedone del bianco · b2 pedone del bianco · d2 alfiere del bianco · f2 torre del nero · g2 alfiere del bianco · b1 cavallo del bianco · e1 torre del bianco · g1 torre del bianco · h1 re del bianco | g8 re del nero · d7 donna del nero · g7 pedone del nero · a6 pedone del nero · d6 alfiere del nero · e6 pedone del nero · h6 pedone del nero · d5 pedone del nero · f5 torre del nero · b4 pedone del nero · d4 pedone del bianco · e4 pedone del nero · d3 alfiere del nero · e3 donna del bianco · g3 pedone del bianco · h3 pedone del bianco · a2 pedone del bianco · b2 pedone del bianco · d2 alfiere del bianco · f2 torre del nero · g2 alfiere del bianco · b1 cavallo del bianco · e1 torre del bianco · g1 torre del bianco · h1 re del bianco | g8 re del nero · d7 donna del nero · g7 pedone del nero · a6 pedone del nero · d6 alfiere del nero · e6 pedone del nero · h6 pedone del nero · d5 pedone del nero · f5 torre del nero · b4 pedone del nero · d4 pedone del bianco · e4 pedone del nero · d3 alfiere del nero · e3 donna del bianco · g3 pedone del bianco · h3 pedone del bianco · a2 pedone del bianco · b2 pedone del bianco · d2 alfiere del bianco · f2 torre del nero · g2 alfiere del bianco · b1 cavallo del bianco · e1 torre del bianco · g1 torre del bianco · h1 re del bianco | g8 re del nero · d7 donna del nero · g7 pedone del nero · a6 pedone del nero · d6 alfiere del nero · e6 pedone del nero · h6 pedone del nero · d5 pedone del nero · f5 torre del nero · b4 pedone del nero · d4 pedone del bianco · e4 pedone del nero · d3 alfiere del nero · e3 donna del bianco · g3 pedone del bianco · h3 pedone del bianco · a2 pedone del bianco · b2 pedone del bianco · d2 alfiere del bianco · f2 torre del nero · g2 alfiere del bianco · b1 cavallo del bianco · e1 torre del bianco · g1 torre del bianco · h1 re del bianco | g8 re del nero · d7 donna del nero · g7 pedone del nero · a6 pedone del nero · d6 alfiere del nero · e6 pedone del nero · h6 pedone del nero · d5 pedone del nero · f5 torre del nero · b4 pedone del nero · d4 pedone del bianco · e4 pedone del nero · d3 alfiere del nero · e3 donna del bianco · g3 pedone del bianco · h3 pedone del bianco · a2 pedone del bianco · b2 pedone del bianco · d2 alfiere del bianco · f2 torre del nero · g2 alfiere del bianco · b1 cavallo del bianco · e1 torre del bianco · g1 torre del bianco · h1 re del bianco | 2 |
| 1 | g8 re del nero · d7 donna del nero · g7 pedone del nero · a6 pedone del nero · d6 alfiere del nero · e6 pedone del nero · h6 pedone del nero · d5 pedone del nero · f5 torre del nero · b4 pedone del nero · d4 pedone del bianco · e4 pedone del nero · d3 alfiere del nero · e3 donna del bianco · g3 pedone del bianco · h3 pedone del bianco · a2 pedone del bianco · b2 pedone del bianco · d2 alfiere del bianco · f2 torre del nero · g2 alfiere del bianco · b1 cavallo del bianco · e1 torre del bianco · g1 torre del bianco · h1 re del bianco | g8 re del nero · d7 donna del nero · g7 pedone del nero · a6 pedone del nero · d6 alfiere del nero · e6 pedone del nero · h6 pedone del nero · d5 pedone del nero · f5 torre del nero · b4 pedone del nero · d4 pedone del bianco · e4 pedone del nero · d3 alfiere del nero · e3 donna del bianco · g3 pedone del bianco · h3 pedone del bianco · a2 pedone del bianco · b2 pedone del bianco · d2 alfiere del bianco · f2 torre del nero · g2 alfiere del bianco · b1 cavallo del bianco · e1 torre del bianco · g1 torre del bianco · h1 re del bianco | g8 re del nero · d7 donna del nero · g7 pedone del nero · a6 pedone del nero · d6 alfiere del nero · e6 pedone del nero · h6 pedone del nero · d5 pedone del nero · f5 torre del nero · b4 pedone del nero · d4 pedone del bianco · e4 pedone del nero · d3 alfiere del nero · e3 donna del bianco · g3 pedone del bianco · h3 pedone del bianco · a2 pedone del bianco · b2 pedone del bianco · d2 alfiere del bianco · f2 torre del nero · g2 alfiere del bianco · b1 cavallo del bianco · e1 torre del bianco · g1 torre del bianco · h1 re del bianco | g8 re del nero · d7 donna del nero · g7 pedone del nero · a6 pedone del nero · d6 alfiere del nero · e6 pedone del nero · h6 pedone del nero · d5 pedone del nero · f5 torre del nero · b4 pedone del nero · d4 pedone del bianco · e4 pedone del nero · d3 alfiere del nero · e3 donna del bianco · g3 pedone del bianco · h3 pedone del bianco · a2 pedone del bianco · b2 pedone del bianco · d2 alfiere del bianco · f2 torre del nero · g2 alfiere del bianco · b1 cavallo del bianco · e1 torre del bianco · g1 torre del bianco · h1 re del bianco | g8 re del nero · d7 donna del nero · g7 pedone del nero · a6 pedone del nero · d6 alfiere del nero · e6 pedone del nero · h6 pedone del nero · d5 pedone del nero · f5 torre del nero · b4 pedone del nero · d4 pedone del bianco · e4 pedone del nero · d3 alfiere del nero · e3 donna del bianco · g3 pedone del bianco · h3 pedone del bianco · a2 pedone del bianco · b2 pedone del bianco · d2 alfiere del bianco · f2 torre del nero · g2 alfiere del bianco · b1 cavallo del bianco · e1 torre del bianco · g1 torre del bianco · h1 re del bianco | g8 re del nero · d7 donna del nero · g7 pedone del nero · a6 pedone del nero · d6 alfiere del nero · e6 pedone del nero · h6 pedone del nero · d5 pedone del nero · f5 torre del nero · b4 pedone del nero · d4 pedone del bianco · e4 pedone del nero · d3 alfiere del nero · e3 donna del bianco · g3 pedone del bianco · h3 pedone del bianco · a2 pedone del bianco · b2 pedone del bianco · d2 alfiere del bianco · f2 torre del nero · g2 alfiere del bianco · b1 cavallo del bianco · e1 torre del bianco · g1 torre del bianco · h1 re del bianco | g8 re del nero · d7 donna del nero · g7 pedone del nero · a6 pedone del nero · d6 alfiere del nero · e6 pedone del nero · h6 pedone del nero · d5 pedone del nero · f5 torre del nero · b4 pedone del nero · d4 pedone del bianco · e4 pedone del nero · d3 alfiere del nero · e3 donna del bianco · g3 pedone del bianco · h3 pedone del bianco · a2 pedone del bianco · b2 pedone del bianco · d2 alfiere del bianco · f2 torre del nero · g2 alfiere del bianco · b1 cavallo del bianco · e1 torre del bianco · g1 torre del bianco · h1 re del bianco | g8 re del nero · d7 donna del nero · g7 pedone del nero · a6 pedone del nero · d6 alfiere del nero · e6 pedone del nero · h6 pedone del nero · d5 pedone del nero · f5 torre del nero · b4 pedone del nero · d4 pedone del bianco · e4 pedone del nero · d3 alfiere del nero · e3 donna del bianco · g3 pedone del bianco · h3 pedone del bianco · a2 pedone del bianco · b2 pedone del bianco · d2 alfiere del bianco · f2 torre del nero · g2 alfiere del bianco · b1 cavallo del bianco · e1 torre del bianco · g1 torre del bianco · h1 re del bianco | 1 |
|   | a | b | c | d | e | f | g | h |   |

La partita Sämisch-Nimzowitsch (Copenaghen 1923), viene detta Immortal Zugzwang perché la posizione finale è considerata una rarissima situazione di zugzwang nel mediogioco. Il Bianco ha poche mosse di pedone che non perdono materiale, ma alla fine dovrà comunque muovere uno dei suoi pezzi. Se giocasse Rc1 o Rd1, il Nero imprigionerebbe la donna bianca con …Re2; la mossa Rh2 condurrebbe a …R5f3, intrappolando nuovamente la donna (il Bianco non potrebbe giocare Bxf3 perché l'alfiere sarebbe inchiodato); g4 porterebbe a …R5f3; Bxf3 Rh2#. Altre mosse del Bianco porterebbero comunque a perdite di materiale.

## Esempi
Nel diagramma 1, le sequenze:
- 1.Rf4 Rd3
- 1.Rg4 Rd2! (non 1…Rd3?? 2.Rf4 ed è il Nero in zugzwang!) 2.Rf4 Rd3
- 1.Rf2 Rd2 2.Rf1 Rxe3 3.Re1 Rf3 4.Rf1 e3 5.Re1 e2 6.Rd2 Rf2

portano tutte alla sconfitta.
|   | a                                                                             | b                                                                             | c                                                                             | d                                                                             | e                                                                             | f                                                                             | g                                                                             | h                                                                             |   |
| 8 | e4 pedone del nero · c3 re del nero · e3 pedone del bianco · g3 re del bianco | e4 pedone del nero · c3 re del nero · e3 pedone del bianco · g3 re del bianco | e4 pedone del nero · c3 re del nero · e3 pedone del bianco · g3 re del bianco | e4 pedone del nero · c3 re del nero · e3 pedone del bianco · g3 re del bianco | e4 pedone del nero · c3 re del nero · e3 pedone del bianco · g3 re del bianco | e4 pedone del nero · c3 re del nero · e3 pedone del bianco · g3 re del bianco | e4 pedone del nero · c3 re del nero · e3 pedone del bianco · g3 re del bianco | e4 pedone del nero · c3 re del nero · e3 pedone del bianco · g3 re del bianco | 8 |
| 7 | e4 pedone del nero · c3 re del nero · e3 pedone del bianco · g3 re del bianco | e4 pedone del nero · c3 re del nero · e3 pedone del bianco · g3 re del bianco | e4 pedone del nero · c3 re del nero · e3 pedone del bianco · g3 re del bianco | e4 pedone del nero · c3 re del nero · e3 pedone del bianco · g3 re del bianco | e4 pedone del nero · c3 re del nero · e3 pedone del bianco · g3 re del bianco | e4 pedone del nero · c3 re del nero · e3 pedone del bianco · g3 re del bianco | e4 pedone del nero · c3 re del nero · e3 pedone del bianco · g3 re del bianco | e4 pedone del nero · c3 re del nero · e3 pedone del bianco · g3 re del bianco | 7 |
| 6 | e4 pedone del nero · c3 re del nero · e3 pedone del bianco · g3 re del bianco | e4 pedone del nero · c3 re del nero · e3 pedone del bianco · g3 re del bianco | e4 pedone del nero · c3 re del nero · e3 pedone del bianco · g3 re del bianco | e4 pedone del nero · c3 re del nero · e3 pedone del bianco · g3 re del bianco | e4 pedone del nero · c3 re del nero · e3 pedone del bianco · g3 re del bianco | e4 pedone del nero · c3 re del nero · e3 pedone del bianco · g3 re del bianco | e4 pedone del nero · c3 re del nero · e3 pedone del bianco · g3 re del bianco | e4 pedone del nero · c3 re del nero · e3 pedone del bianco · g3 re del bianco | 6 |
| 5 | e4 pedone del nero · c3 re del nero · e3 pedone del bianco · g3 re del bianco | e4 pedone del nero · c3 re del nero · e3 pedone del bianco · g3 re del bianco | e4 pedone del nero · c3 re del nero · e3 pedone del bianco · g3 re del bianco | e4 pedone del nero · c3 re del nero · e3 pedone del bianco · g3 re del bianco | e4 pedone del nero · c3 re del nero · e3 pedone del bianco · g3 re del bianco | e4 pedone del nero · c3 re del nero · e3 pedone del bianco · g3 re del bianco | e4 pedone del nero · c3 re del nero · e3 pedone del bianco · g3 re del bianco | e4 pedone del nero · c3 re del nero · e3 pedone del bianco · g3 re del bianco | 5 |
| 4 | e4 pedone del nero · c3 re del nero · e3 pedone del bianco · g3 re del bianco | e4 pedone del nero · c3 re del nero · e3 pedone del bianco · g3 re del bianco | e4 pedone del nero · c3 re del nero · e3 pedone del bianco · g3 re del bianco | e4 pedone del nero · c3 re del nero · e3 pedone del bianco · g3 re del bianco | e4 pedone del nero · c3 re del nero · e3 pedone del bianco · g3 re del bianco | e4 pedone del nero · c3 re del nero · e3 pedone del bianco · g3 re del bianco | e4 pedone del nero · c3 re del nero · e3 pedone del bianco · g3 re del bianco | e4 pedone del nero · c3 re del nero · e3 pedone del bianco · g3 re del bianco | 4 |
| 3 | e4 pedone del nero · c3 re del nero · e3 pedone del bianco · g3 re del bianco | e4 pedone del nero · c3 re del nero · e3 pedone del bianco · g3 re del bianco | e4 pedone del nero · c3 re del nero · e3 pedone del bianco · g3 re del bianco | e4 pedone del nero · c3 re del nero · e3 pedone del bianco · g3 re del bianco | e4 pedone del nero · c3 re del nero · e3 pedone del bianco · g3 re del bianco | e4 pedone del nero · c3 re del nero · e3 pedone del bianco · g3 re del bianco | e4 pedone del nero · c3 re del nero · e3 pedone del bianco · g3 re del bianco | e4 pedone del nero · c3 re del nero · e3 pedone del bianco · g3 re del bianco | 3 |
| 2 | e4 pedone del nero · c3 re del nero · e3 pedone del bianco · g3 re del bianco | e4 pedone del nero · c3 re del nero · e3 pedone del bianco · g3 re del bianco | e4 pedone del nero · c3 re del nero · e3 pedone del bianco · g3 re del bianco | e4 pedone del nero · c3 re del nero · e3 pedone del bianco · g3 re del bianco | e4 pedone del nero · c3 re del nero · e3 pedone del bianco · g3 re del bianco | e4 pedone del nero · c3 re del nero · e3 pedone del bianco · g3 re del bianco | e4 pedone del nero · c3 re del nero · e3 pedone del bianco · g3 re del bianco | e4 pedone del nero · c3 re del nero · e3 pedone del bianco · g3 re del bianco | 2 |
| 1 | e4 pedone del nero · c3 re del nero · e3 pedone del bianco · g3 re del bianco | e4 pedone del nero · c3 re del nero · e3 pedone del bianco · g3 re del bianco | e4 pedone del nero · c3 re del nero · e3 pedone del bianco · g3 re del bianco | e4 pedone del nero · c3 re del nero · e3 pedone del bianco · g3 re del bianco | e4 pedone del nero · c3 re del nero · e3 pedone del bianco · g3 re del bianco | e4 pedone del nero · c3 re del nero · e3 pedone del bianco · g3 re del bianco | e4 pedone del nero · c3 re del nero · e3 pedone del bianco · g3 re del bianco | e4 pedone del nero · c3 re del nero · e3 pedone del bianco · g3 re del bianco | 1 |
|   | a                                                                             | b                                                                             | c                                                                             | d                                                                             | e                                                                             | f                                                                             | g                                                                             | h                                                                             |   |

Nel diagramma 2, le sequenze:
- 1…Ra1 2.Dc1# (non 2.Dxc2?? stallo)
- 1…c1=D 2.Da2#
- 1…c1=C+ 2.Ra3 Cd3 (se il cavallo va in e2, a2 o b3 segue 3.Db2#) 3.Dxd3+ e vince.

|   | a                                                                            | b                                                                            | c                                                                            | d                                                                            | e                                                                            | f                                                                            | g                                                                            | h                                                                            |   |
| 8 | b3 re del bianco · c2 pedone del nero · d2 donna del bianco · b1 re del nero | b3 re del bianco · c2 pedone del nero · d2 donna del bianco · b1 re del nero | b3 re del bianco · c2 pedone del nero · d2 donna del bianco · b1 re del nero | b3 re del bianco · c2 pedone del nero · d2 donna del bianco · b1 re del nero | b3 re del bianco · c2 pedone del nero · d2 donna del bianco · b1 re del nero | b3 re del bianco · c2 pedone del nero · d2 donna del bianco · b1 re del nero | b3 re del bianco · c2 pedone del nero · d2 donna del bianco · b1 re del nero | b3 re del bianco · c2 pedone del nero · d2 donna del bianco · b1 re del nero | 8 |
| 7 | b3 re del bianco · c2 pedone del nero · d2 donna del bianco · b1 re del nero | b3 re del bianco · c2 pedone del nero · d2 donna del bianco · b1 re del nero | b3 re del bianco · c2 pedone del nero · d2 donna del bianco · b1 re del nero | b3 re del bianco · c2 pedone del nero · d2 donna del bianco · b1 re del nero | b3 re del bianco · c2 pedone del nero · d2 donna del bianco · b1 re del nero | b3 re del bianco · c2 pedone del nero · d2 donna del bianco · b1 re del nero | b3 re del bianco · c2 pedone del nero · d2 donna del bianco · b1 re del nero | b3 re del bianco · c2 pedone del nero · d2 donna del bianco · b1 re del nero | 7 |
| 6 | b3 re del bianco · c2 pedone del nero · d2 donna del bianco · b1 re del nero | b3 re del bianco · c2 pedone del nero · d2 donna del bianco · b1 re del nero | b3 re del bianco · c2 pedone del nero · d2 donna del bianco · b1 re del nero | b3 re del bianco · c2 pedone del nero · d2 donna del bianco · b1 re del nero | b3 re del bianco · c2 pedone del nero · d2 donna del bianco · b1 re del nero | b3 re del bianco · c2 pedone del nero · d2 donna del bianco · b1 re del nero | b3 re del bianco · c2 pedone del nero · d2 donna del bianco · b1 re del nero | b3 re del bianco · c2 pedone del nero · d2 donna del bianco · b1 re del nero | 6 |
| 5 | b3 re del bianco · c2 pedone del nero · d2 donna del bianco · b1 re del nero | b3 re del bianco · c2 pedone del nero · d2 donna del bianco · b1 re del nero | b3 re del bianco · c2 pedone del nero · d2 donna del bianco · b1 re del nero | b3 re del bianco · c2 pedone del nero · d2 donna del bianco · b1 re del nero | b3 re del bianco · c2 pedone del nero · d2 donna del bianco · b1 re del nero | b3 re del bianco · c2 pedone del nero · d2 donna del bianco · b1 re del nero | b3 re del bianco · c2 pedone del nero · d2 donna del bianco · b1 re del nero | b3 re del bianco · c2 pedone del nero · d2 donna del bianco · b1 re del nero | 5 |
| 4 | b3 re del bianco · c2 pedone del nero · d2 donna del bianco · b1 re del nero | b3 re del bianco · c2 pedone del nero · d2 donna del bianco · b1 re del nero | b3 re del bianco · c2 pedone del nero · d2 donna del bianco · b1 re del nero | b3 re del bianco · c2 pedone del nero · d2 donna del bianco · b1 re del nero | b3 re del bianco · c2 pedone del nero · d2 donna del bianco · b1 re del nero | b3 re del bianco · c2 pedone del nero · d2 donna del bianco · b1 re del nero | b3 re del bianco · c2 pedone del nero · d2 donna del bianco · b1 re del nero | b3 re del bianco · c2 pedone del nero · d2 donna del bianco · b1 re del nero | 4 |
| 3 | b3 re del bianco · c2 pedone del nero · d2 donna del bianco · b1 re del nero | b3 re del bianco · c2 pedone del nero · d2 donna del bianco · b1 re del nero | b3 re del bianco · c2 pedone del nero · d2 donna del bianco · b1 re del nero | b3 re del bianco · c2 pedone del nero · d2 donna del bianco · b1 re del nero | b3 re del bianco · c2 pedone del nero · d2 donna del bianco · b1 re del nero | b3 re del bianco · c2 pedone del nero · d2 donna del bianco · b1 re del nero | b3 re del bianco · c2 pedone del nero · d2 donna del bianco · b1 re del nero | b3 re del bianco · c2 pedone del nero · d2 donna del bianco · b1 re del nero | 3 |
| 2 | b3 re del bianco · c2 pedone del nero · d2 donna del bianco · b1 re del nero | b3 re del bianco · c2 pedone del nero · d2 donna del bianco · b1 re del nero | b3 re del bianco · c2 pedone del nero · d2 donna del bianco · b1 re del nero | b3 re del bianco · c2 pedone del nero · d2 donna del bianco · b1 re del nero | b3 re del bianco · c2 pedone del nero · d2 donna del bianco · b1 re del nero | b3 re del bianco · c2 pedone del nero · d2 donna del bianco · b1 re del nero | b3 re del bianco · c2 pedone del nero · d2 donna del bianco · b1 re del nero | b3 re del bianco · c2 pedone del nero · d2 donna del bianco · b1 re del nero | 2 |
| 1 | b3 re del bianco · c2 pedone del nero · d2 donna del bianco · b1 re del nero | b3 re del bianco · c2 pedone del nero · d2 donna del bianco · b1 re del nero | b3 re del bianco · c2 pedone del nero · d2 donna del bianco · b1 re del nero | b3 re del bianco · c2 pedone del nero · d2 donna del bianco · b1 re del nero | b3 re del bianco · c2 pedone del nero · d2 donna del bianco · b1 re del nero | b3 re del bianco · c2 pedone del nero · d2 donna del bianco · b1 re del nero | b3 re del bianco · c2 pedone del nero · d2 donna del bianco · b1 re del nero | b3 re del bianco · c2 pedone del nero · d2 donna del bianco · b1 re del nero | 1 |
|   | a                                                                            | b                                                                            | c                                                                            | d                                                                            | e                                                                            | f                                                                            | g                                                                            | h                                                                            |   |

Nel diagramma 3:
- se il Nero muove il re oppure una torre, perde il cavallo.
- se il Nero muove il pedone d5, lo perde senza alcun risultato.
- 1…b5 2.axb6 a5 3.Axf6+ Txf6 4.Txf6 Txf6 5.Txf6 Rxf6 6.b7 e promuove il pedone, vincendo
- 1…h5 2.g5! ed il cavallo è perduto
- 1…g5 2.h5! ed il Nero, a parte perdere senza compenso i pedoni b7 e d5, non ha più mosse per salvare il cavallo.

|   | a | b | c | d | e | f | g | h |   |
| 8 | f8 torre del nero · b7 pedone del nero · f7 torre del nero · g7 re del nero · a6 pedone del nero · c6 pedone del nero · f6 cavallo del nero · g6 pedone del nero · h6 pedone del nero · a5 pedone del bianco · c5 pedone del bianco · d5 pedone del nero · g4 pedone del bianco · h4 pedone del bianco · c3 alfiere del bianco · f3 torre del bianco · g3 re del bianco · b2 pedone del bianco · f1 torre del bianco | f8 torre del nero · b7 pedone del nero · f7 torre del nero · g7 re del nero · a6 pedone del nero · c6 pedone del nero · f6 cavallo del nero · g6 pedone del nero · h6 pedone del nero · a5 pedone del bianco · c5 pedone del bianco · d5 pedone del nero · g4 pedone del bianco · h4 pedone del bianco · c3 alfiere del bianco · f3 torre del bianco · g3 re del bianco · b2 pedone del bianco · f1 torre del bianco | f8 torre del nero · b7 pedone del nero · f7 torre del nero · g7 re del nero · a6 pedone del nero · c6 pedone del nero · f6 cavallo del nero · g6 pedone del nero · h6 pedone del nero · a5 pedone del bianco · c5 pedone del bianco · d5 pedone del nero · g4 pedone del bianco · h4 pedone del bianco · c3 alfiere del bianco · f3 torre del bianco · g3 re del bianco · b2 pedone del bianco · f1 torre del bianco | f8 torre del nero · b7 pedone del nero · f7 torre del nero · g7 re del nero · a6 pedone del nero · c6 pedone del nero · f6 cavallo del nero · g6 pedone del nero · h6 pedone del nero · a5 pedone del bianco · c5 pedone del bianco · d5 pedone del nero · g4 pedone del bianco · h4 pedone del bianco · c3 alfiere del bianco · f3 torre del bianco · g3 re del bianco · b2 pedone del bianco · f1 torre del bianco | f8 torre del nero · b7 pedone del nero · f7 torre del nero · g7 re del nero · a6 pedone del nero · c6 pedone del nero · f6 cavallo del nero · g6 pedone del nero · h6 pedone del nero · a5 pedone del bianco · c5 pedone del bianco · d5 pedone del nero · g4 pedone del bianco · h4 pedone del bianco · c3 alfiere del bianco · f3 torre del bianco · g3 re del bianco · b2 pedone del bianco · f1 torre del bianco | f8 torre del nero · b7 pedone del nero · f7 torre del nero · g7 re del nero · a6 pedone del nero · c6 pedone del nero · f6 cavallo del nero · g6 pedone del nero · h6 pedone del nero · a5 pedone del bianco · c5 pedone del bianco · d5 pedone del nero · g4 pedone del bianco · h4 pedone del bianco · c3 alfiere del bianco · f3 torre del bianco · g3 re del bianco · b2 pedone del bianco · f1 torre del bianco | f8 torre del nero · b7 pedone del nero · f7 torre del nero · g7 re del nero · a6 pedone del nero · c6 pedone del nero · f6 cavallo del nero · g6 pedone del nero · h6 pedone del nero · a5 pedone del bianco · c5 pedone del bianco · d5 pedone del nero · g4 pedone del bianco · h4 pedone del bianco · c3 alfiere del bianco · f3 torre del bianco · g3 re del bianco · b2 pedone del bianco · f1 torre del bianco | f8 torre del nero · b7 pedone del nero · f7 torre del nero · g7 re del nero · a6 pedone del nero · c6 pedone del nero · f6 cavallo del nero · g6 pedone del nero · h6 pedone del nero · a5 pedone del bianco · c5 pedone del bianco · d5 pedone del nero · g4 pedone del bianco · h4 pedone del bianco · c3 alfiere del bianco · f3 torre del bianco · g3 re del bianco · b2 pedone del bianco · f1 torre del bianco | 8 |
| 7 | f8 torre del nero · b7 pedone del nero · f7 torre del nero · g7 re del nero · a6 pedone del nero · c6 pedone del nero · f6 cavallo del nero · g6 pedone del nero · h6 pedone del nero · a5 pedone del bianco · c5 pedone del bianco · d5 pedone del nero · g4 pedone del bianco · h4 pedone del bianco · c3 alfiere del bianco · f3 torre del bianco · g3 re del bianco · b2 pedone del bianco · f1 torre del bianco | f8 torre del nero · b7 pedone del nero · f7 torre del nero · g7 re del nero · a6 pedone del nero · c6 pedone del nero · f6 cavallo del nero · g6 pedone del nero · h6 pedone del nero · a5 pedone del bianco · c5 pedone del bianco · d5 pedone del nero · g4 pedone del bianco · h4 pedone del bianco · c3 alfiere del bianco · f3 torre del bianco · g3 re del bianco · b2 pedone del bianco · f1 torre del bianco | f8 torre del nero · b7 pedone del nero · f7 torre del nero · g7 re del nero · a6 pedone del nero · c6 pedone del nero · f6 cavallo del nero · g6 pedone del nero · h6 pedone del nero · a5 pedone del bianco · c5 pedone del bianco · d5 pedone del nero · g4 pedone del bianco · h4 pedone del bianco · c3 alfiere del bianco · f3 torre del bianco · g3 re del bianco · b2 pedone del bianco · f1 torre del bianco | f8 torre del nero · b7 pedone del nero · f7 torre del nero · g7 re del nero · a6 pedone del nero · c6 pedone del nero · f6 cavallo del nero · g6 pedone del nero · h6 pedone del nero · a5 pedone del bianco · c5 pedone del bianco · d5 pedone del nero · g4 pedone del bianco · h4 pedone del bianco · c3 alfiere del bianco · f3 torre del bianco · g3 re del bianco · b2 pedone del bianco · f1 torre del bianco | f8 torre del nero · b7 pedone del nero · f7 torre del nero · g7 re del nero · a6 pedone del nero · c6 pedone del nero · f6 cavallo del nero · g6 pedone del nero · h6 pedone del nero · a5 pedone del bianco · c5 pedone del bianco · d5 pedone del nero · g4 pedone del bianco · h4 pedone del bianco · c3 alfiere del bianco · f3 torre del bianco · g3 re del bianco · b2 pedone del bianco · f1 torre del bianco | f8 torre del nero · b7 pedone del nero · f7 torre del nero · g7 re del nero · a6 pedone del nero · c6 pedone del nero · f6 cavallo del nero · g6 pedone del nero · h6 pedone del nero · a5 pedone del bianco · c5 pedone del bianco · d5 pedone del nero · g4 pedone del bianco · h4 pedone del bianco · c3 alfiere del bianco · f3 torre del bianco · g3 re del bianco · b2 pedone del bianco · f1 torre del bianco | f8 torre del nero · b7 pedone del nero · f7 torre del nero · g7 re del nero · a6 pedone del nero · c6 pedone del nero · f6 cavallo del nero · g6 pedone del nero · h6 pedone del nero · a5 pedone del bianco · c5 pedone del bianco · d5 pedone del nero · g4 pedone del bianco · h4 pedone del bianco · c3 alfiere del bianco · f3 torre del bianco · g3 re del bianco · b2 pedone del bianco · f1 torre del bianco | f8 torre del nero · b7 pedone del nero · f7 torre del nero · g7 re del nero · a6 pedone del nero · c6 pedone del nero · f6 cavallo del nero · g6 pedone del nero · h6 pedone del nero · a5 pedone del bianco · c5 pedone del bianco · d5 pedone del nero · g4 pedone del bianco · h4 pedone del bianco · c3 alfiere del bianco · f3 torre del bianco · g3 re del bianco · b2 pedone del bianco · f1 torre del bianco | 7 |
| 6 | f8 torre del nero · b7 pedone del nero · f7 torre del nero · g7 re del nero · a6 pedone del nero · c6 pedone del nero · f6 cavallo del nero · g6 pedone del nero · h6 pedone del nero · a5 pedone del bianco · c5 pedone del bianco · d5 pedone del nero · g4 pedone del bianco · h4 pedone del bianco · c3 alfiere del bianco · f3 torre del bianco · g3 re del bianco · b2 pedone del bianco · f1 torre del bianco | f8 torre del nero · b7 pedone del nero · f7 torre del nero · g7 re del nero · a6 pedone del nero · c6 pedone del nero · f6 cavallo del nero · g6 pedone del nero · h6 pedone del nero · a5 pedone del bianco · c5 pedone del bianco · d5 pedone del nero · g4 pedone del bianco · h4 pedone del bianco · c3 alfiere del bianco · f3 torre del bianco · g3 re del bianco · b2 pedone del bianco · f1 torre del bianco | f8 torre del nero · b7 pedone del nero · f7 torre del nero · g7 re del nero · a6 pedone del nero · c6 pedone del nero · f6 cavallo del nero · g6 pedone del nero · h6 pedone del nero · a5 pedone del bianco · c5 pedone del bianco · d5 pedone del nero · g4 pedone del bianco · h4 pedone del bianco · c3 alfiere del bianco · f3 torre del bianco · g3 re del bianco · b2 pedone del bianco · f1 torre del bianco | f8 torre del nero · b7 pedone del nero · f7 torre del nero · g7 re del nero · a6 pedone del nero · c6 pedone del nero · f6 cavallo del nero · g6 pedone del nero · h6 pedone del nero · a5 pedone del bianco · c5 pedone del bianco · d5 pedone del nero · g4 pedone del bianco · h4 pedone del bianco · c3 alfiere del bianco · f3 torre del bianco · g3 re del bianco · b2 pedone del bianco · f1 torre del bianco | f8 torre del nero · b7 pedone del nero · f7 torre del nero · g7 re del nero · a6 pedone del nero · c6 pedone del nero · f6 cavallo del nero · g6 pedone del nero · h6 pedone del nero · a5 pedone del bianco · c5 pedone del bianco · d5 pedone del nero · g4 pedone del bianco · h4 pedone del bianco · c3 alfiere del bianco · f3 torre del bianco · g3 re del bianco · b2 pedone del bianco · f1 torre del bianco | f8 torre del nero · b7 pedone del nero · f7 torre del nero · g7 re del nero · a6 pedone del nero · c6 pedone del nero · f6 cavallo del nero · g6 pedone del nero · h6 pedone del nero · a5 pedone del bianco · c5 pedone del bianco · d5 pedone del nero · g4 pedone del bianco · h4 pedone del bianco · c3 alfiere del bianco · f3 torre del bianco · g3 re del bianco · b2 pedone del bianco · f1 torre del bianco | f8 torre del nero · b7 pedone del nero · f7 torre del nero · g7 re del nero · a6 pedone del nero · c6 pedone del nero · f6 cavallo del nero · g6 pedone del nero · h6 pedone del nero · a5 pedone del bianco · c5 pedone del bianco · d5 pedone del nero · g4 pedone del bianco · h4 pedone del bianco · c3 alfiere del bianco · f3 torre del bianco · g3 re del bianco · b2 pedone del bianco · f1 torre del bianco | f8 torre del nero · b7 pedone del nero · f7 torre del nero · g7 re del nero · a6 pedone del nero · c6 pedone del nero · f6 cavallo del nero · g6 pedone del nero · h6 pedone del nero · a5 pedone del bianco · c5 pedone del bianco · d5 pedone del nero · g4 pedone del bianco · h4 pedone del bianco · c3 alfiere del bianco · f3 torre del bianco · g3 re del bianco · b2 pedone del bianco · f1 torre del bianco | 6 |
| 5 | f8 torre del nero · b7 pedone del nero · f7 torre del nero · g7 re del nero · a6 pedone del nero · c6 pedone del nero · f6 cavallo del nero · g6 pedone del nero · h6 pedone del nero · a5 pedone del bianco · c5 pedone del bianco · d5 pedone del nero · g4 pedone del bianco · h4 pedone del bianco · c3 alfiere del bianco · f3 torre del bianco · g3 re del bianco · b2 pedone del bianco · f1 torre del bianco | f8 torre del nero · b7 pedone del nero · f7 torre del nero · g7 re del nero · a6 pedone del nero · c6 pedone del nero · f6 cavallo del nero · g6 pedone del nero · h6 pedone del nero · a5 pedone del bianco · c5 pedone del bianco · d5 pedone del nero · g4 pedone del bianco · h4 pedone del bianco · c3 alfiere del bianco · f3 torre del bianco · g3 re del bianco · b2 pedone del bianco · f1 torre del bianco | f8 torre del nero · b7 pedone del nero · f7 torre del nero · g7 re del nero · a6 pedone del nero · c6 pedone del nero · f6 cavallo del nero · g6 pedone del nero · h6 pedone del nero · a5 pedone del bianco · c5 pedone del bianco · d5 pedone del nero · g4 pedone del bianco · h4 pedone del bianco · c3 alfiere del bianco · f3 torre del bianco · g3 re del bianco · b2 pedone del bianco · f1 torre del bianco | f8 torre del nero · b7 pedone del nero · f7 torre del nero · g7 re del nero · a6 pedone del nero · c6 pedone del nero · f6 cavallo del nero · g6 pedone del nero · h6 pedone del nero · a5 pedone del bianco · c5 pedone del bianco · d5 pedone del nero · g4 pedone del bianco · h4 pedone del bianco · c3 alfiere del bianco · f3 torre del bianco · g3 re del bianco · b2 pedone del bianco · f1 torre del bianco | f8 torre del nero · b7 pedone del nero · f7 torre del nero · g7 re del nero · a6 pedone del nero · c6 pedone del nero · f6 cavallo del nero · g6 pedone del nero · h6 pedone del nero · a5 pedone del bianco · c5 pedone del bianco · d5 pedone del nero · g4 pedone del bianco · h4 pedone del bianco · c3 alfiere del bianco · f3 torre del bianco · g3 re del bianco · b2 pedone del bianco · f1 torre del bianco | f8 torre del nero · b7 pedone del nero · f7 torre del nero · g7 re del nero · a6 pedone del nero · c6 pedone del nero · f6 cavallo del nero · g6 pedone del nero · h6 pedone del nero · a5 pedone del bianco · c5 pedone del bianco · d5 pedone del nero · g4 pedone del bianco · h4 pedone del bianco · c3 alfiere del bianco · f3 torre del bianco · g3 re del bianco · b2 pedone del bianco · f1 torre del bianco | f8 torre del nero · b7 pedone del nero · f7 torre del nero · g7 re del nero · a6 pedone del nero · c6 pedone del nero · f6 cavallo del nero · g6 pedone del nero · h6 pedone del nero · a5 pedone del bianco · c5 pedone del bianco · d5 pedone del nero · g4 pedone del bianco · h4 pedone del bianco · c3 alfiere del bianco · f3 torre del bianco · g3 re del bianco · b2 pedone del bianco · f1 torre del bianco | f8 torre del nero · b7 pedone del nero · f7 torre del nero · g7 re del nero · a6 pedone del nero · c6 pedone del nero · f6 cavallo del nero · g6 pedone del nero · h6 pedone del nero · a5 pedone del bianco · c5 pedone del bianco · d5 pedone del nero · g4 pedone del bianco · h4 pedone del bianco · c3 alfiere del bianco · f3 torre del bianco · g3 re del bianco · b2 pedone del bianco · f1 torre del bianco | 5 |
| 4 | f8 torre del nero · b7 pedone del nero · f7 torre del nero · g7 re del nero · a6 pedone del nero · c6 pedone del nero · f6 cavallo del nero · g6 pedone del nero · h6 pedone del nero · a5 pedone del bianco · c5 pedone del bianco · d5 pedone del nero · g4 pedone del bianco · h4 pedone del bianco · c3 alfiere del bianco · f3 torre del bianco · g3 re del bianco · b2 pedone del bianco · f1 torre del bianco | f8 torre del nero · b7 pedone del nero · f7 torre del nero · g7 re del nero · a6 pedone del nero · c6 pedone del nero · f6 cavallo del nero · g6 pedone del nero · h6 pedone del nero · a5 pedone del bianco · c5 pedone del bianco · d5 pedone del nero · g4 pedone del bianco · h4 pedone del bianco · c3 alfiere del bianco · f3 torre del bianco · g3 re del bianco · b2 pedone del bianco · f1 torre del bianco | f8 torre del nero · b7 pedone del nero · f7 torre del nero · g7 re del nero · a6 pedone del nero · c6 pedone del nero · f6 cavallo del nero · g6 pedone del nero · h6 pedone del nero · a5 pedone del bianco · c5 pedone del bianco · d5 pedone del nero · g4 pedone del bianco · h4 pedone del bianco · c3 alfiere del bianco · f3 torre del bianco · g3 re del bianco · b2 pedone del bianco · f1 torre del bianco | f8 torre del nero · b7 pedone del nero · f7 torre del nero · g7 re del nero · a6 pedone del nero · c6 pedone del nero · f6 cavallo del nero · g6 pedone del nero · h6 pedone del nero · a5 pedone del bianco · c5 pedone del bianco · d5 pedone del nero · g4 pedone del bianco · h4 pedone del bianco · c3 alfiere del bianco · f3 torre del bianco · g3 re del bianco · b2 pedone del bianco · f1 torre del bianco | f8 torre del nero · b7 pedone del nero · f7 torre del nero · g7 re del nero · a6 pedone del nero · c6 pedone del nero · f6 cavallo del nero · g6 pedone del nero · h6 pedone del nero · a5 pedone del bianco · c5 pedone del bianco · d5 pedone del nero · g4 pedone del bianco · h4 pedone del bianco · c3 alfiere del bianco · f3 torre del bianco · g3 re del bianco · b2 pedone del bianco · f1 torre del bianco | f8 torre del nero · b7 pedone del nero · f7 torre del nero · g7 re del nero · a6 pedone del nero · c6 pedone del nero · f6 cavallo del nero · g6 pedone del nero · h6 pedone del nero · a5 pedone del bianco · c5 pedone del bianco · d5 pedone del nero · g4 pedone del bianco · h4 pedone del bianco · c3 alfiere del bianco · f3 torre del bianco · g3 re del bianco · b2 pedone del bianco · f1 torre del bianco | f8 torre del nero · b7 pedone del nero · f7 torre del nero · g7 re del nero · a6 pedone del nero · c6 pedone del nero · f6 cavallo del nero · g6 pedone del nero · h6 pedone del nero · a5 pedone del bianco · c5 pedone del bianco · d5 pedone del nero · g4 pedone del bianco · h4 pedone del bianco · c3 alfiere del bianco · f3 torre del bianco · g3 re del bianco · b2 pedone del bianco · f1 torre del bianco | f8 torre del nero · b7 pedone del nero · f7 torre del nero · g7 re del nero · a6 pedone del nero · c6 pedone del nero · f6 cavallo del nero · g6 pedone del nero · h6 pedone del nero · a5 pedone del bianco · c5 pedone del bianco · d5 pedone del nero · g4 pedone del bianco · h4 pedone del bianco · c3 alfiere del bianco · f3 torre del bianco · g3 re del bianco · b2 pedone del bianco · f1 torre del bianco | 4 |
| 3 | f8 torre del nero · b7 pedone del nero · f7 torre del nero · g7 re del nero · a6 pedone del nero · c6 pedone del nero · f6 cavallo del nero · g6 pedone del nero · h6 pedone del nero · a5 pedone del bianco · c5 pedone del bianco · d5 pedone del nero · g4 pedone del bianco · h4 pedone del bianco · c3 alfiere del bianco · f3 torre del bianco · g3 re del bianco · b2 pedone del bianco · f1 torre del bianco | f8 torre del nero · b7 pedone del nero · f7 torre del nero · g7 re del nero · a6 pedone del nero · c6 pedone del nero · f6 cavallo del nero · g6 pedone del nero · h6 pedone del nero · a5 pedone del bianco · c5 pedone del bianco · d5 pedone del nero · g4 pedone del bianco · h4 pedone del bianco · c3 alfiere del bianco · f3 torre del bianco · g3 re del bianco · b2 pedone del bianco · f1 torre del bianco | f8 torre del nero · b7 pedone del nero · f7 torre del nero · g7 re del nero · a6 pedone del nero · c6 pedone del nero · f6 cavallo del nero · g6 pedone del nero · h6 pedone del nero · a5 pedone del bianco · c5 pedone del bianco · d5 pedone del nero · g4 pedone del bianco · h4 pedone del bianco · c3 alfiere del bianco · f3 torre del bianco · g3 re del bianco · b2 pedone del bianco · f1 torre del bianco | f8 torre del nero · b7 pedone del nero · f7 torre del nero · g7 re del nero · a6 pedone del nero · c6 pedone del nero · f6 cavallo del nero · g6 pedone del nero · h6 pedone del nero · a5 pedone del bianco · c5 pedone del bianco · d5 pedone del nero · g4 pedone del bianco · h4 pedone del bianco · c3 alfiere del bianco · f3 torre del bianco · g3 re del bianco · b2 pedone del bianco · f1 torre del bianco | f8 torre del nero · b7 pedone del nero · f7 torre del nero · g7 re del nero · a6 pedone del nero · c6 pedone del nero · f6 cavallo del nero · g6 pedone del nero · h6 pedone del nero · a5 pedone del bianco · c5 pedone del bianco · d5 pedone del nero · g4 pedone del bianco · h4 pedone del bianco · c3 alfiere del bianco · f3 torre del bianco · g3 re del bianco · b2 pedone del bianco · f1 torre del bianco | f8 torre del nero · b7 pedone del nero · f7 torre del nero · g7 re del nero · a6 pedone del nero · c6 pedone del nero · f6 cavallo del nero · g6 pedone del nero · h6 pedone del nero · a5 pedone del bianco · c5 pedone del bianco · d5 pedone del nero · g4 pedone del bianco · h4 pedone del bianco · c3 alfiere del bianco · f3 torre del bianco · g3 re del bianco · b2 pedone del bianco · f1 torre del bianco | f8 torre del nero · b7 pedone del nero · f7 torre del nero · g7 re del nero · a6 pedone del nero · c6 pedone del nero · f6 cavallo del nero · g6 pedone del nero · h6 pedone del nero · a5 pedone del bianco · c5 pedone del bianco · d5 pedone del nero · g4 pedone del bianco · h4 pedone del bianco · c3 alfiere del bianco · f3 torre del bianco · g3 re del bianco · b2 pedone del bianco · f1 torre del bianco | f8 torre del nero · b7 pedone del nero · f7 torre del nero · g7 re del nero · a6 pedone del nero · c6 pedone del nero · f6 cavallo del nero · g6 pedone del nero · h6 pedone del nero · a5 pedone del bianco · c5 pedone del bianco · d5 pedone del nero · g4 pedone del bianco · h4 pedone del bianco · c3 alfiere del bianco · f3 torre del bianco · g3 re del bianco · b2 pedone del bianco · f1 torre del bianco | 3 |
| 2 | f8 torre del nero · b7 pedone del nero · f7 torre del nero · g7 re del nero · a6 pedone del nero · c6 pedone del nero · f6 cavallo del nero · g6 pedone del nero · h6 pedone del nero · a5 pedone del bianco · c5 pedone del bianco · d5 pedone del nero · g4 pedone del bianco · h4 pedone del bianco · c3 alfiere del bianco · f3 torre del bianco · g3 re del bianco · b2 pedone del bianco · f1 torre del bianco | f8 torre del nero · b7 pedone del nero · f7 torre del nero · g7 re del nero · a6 pedone del nero · c6 pedone del nero · f6 cavallo del nero · g6 pedone del nero · h6 pedone del nero · a5 pedone del bianco · c5 pedone del bianco · d5 pedone del nero · g4 pedone del bianco · h4 pedone del bianco · c3 alfiere del bianco · f3 torre del bianco · g3 re del bianco · b2 pedone del bianco · f1 torre del bianco | f8 torre del nero · b7 pedone del nero · f7 torre del nero · g7 re del nero · a6 pedone del nero · c6 pedone del nero · f6 cavallo del nero · g6 pedone del nero · h6 pedone del nero · a5 pedone del bianco · c5 pedone del bianco · d5 pedone del nero · g4 pedone del bianco · h4 pedone del bianco · c3 alfiere del bianco · f3 torre del bianco · g3 re del bianco · b2 pedone del bianco · f1 torre del bianco | f8 torre del nero · b7 pedone del nero · f7 torre del nero · g7 re del nero · a6 pedone del nero · c6 pedone del nero · f6 cavallo del nero · g6 pedone del nero · h6 pedone del nero · a5 pedone del bianco · c5 pedone del bianco · d5 pedone del nero · g4 pedone del bianco · h4 pedone del bianco · c3 alfiere del bianco · f3 torre del bianco · g3 re del bianco · b2 pedone del bianco · f1 torre del bianco | f8 torre del nero · b7 pedone del nero · f7 torre del nero · g7 re del nero · a6 pedone del nero · c6 pedone del nero · f6 cavallo del nero · g6 pedone del nero · h6 pedone del nero · a5 pedone del bianco · c5 pedone del bianco · d5 pedone del nero · g4 pedone del bianco · h4 pedone del bianco · c3 alfiere del bianco · f3 torre del bianco · g3 re del bianco · b2 pedone del bianco · f1 torre del bianco | f8 torre del nero · b7 pedone del nero · f7 torre del nero · g7 re del nero · a6 pedone del nero · c6 pedone del nero · f6 cavallo del nero · g6 pedone del nero · h6 pedone del nero · a5 pedone del bianco · c5 pedone del bianco · d5 pedone del nero · g4 pedone del bianco · h4 pedone del bianco · c3 alfiere del bianco · f3 torre del bianco · g3 re del bianco · b2 pedone del bianco · f1 torre del bianco | f8 torre del nero · b7 pedone del nero · f7 torre del nero · g7 re del nero · a6 pedone del nero · c6 pedone del nero · f6 cavallo del nero · g6 pedone del nero · h6 pedone del nero · a5 pedone del bianco · c5 pedone del bianco · d5 pedone del nero · g4 pedone del bianco · h4 pedone del bianco · c3 alfiere del bianco · f3 torre del bianco · g3 re del bianco · b2 pedone del bianco · f1 torre del bianco | f8 torre del nero · b7 pedone del nero · f7 torre del nero · g7 re del nero · a6 pedone del nero · c6 pedone del nero · f6 cavallo del nero · g6 pedone del nero · h6 pedone del nero · a5 pedone del bianco · c5 pedone del bianco · d5 pedone del nero · g4 pedone del bianco · h4 pedone del bianco · c3 alfiere del bianco · f3 torre del bianco · g3 re del bianco · b2 pedone del bianco · f1 torre del bianco | 2 |
| 1 | f8 torre del nero · b7 pedone del nero · f7 torre del nero · g7 re del nero · a6 pedone del nero · c6 pedone del nero · f6 cavallo del nero · g6 pedone del nero · h6 pedone del nero · a5 pedone del bianco · c5 pedone del bianco · d5 pedone del nero · g4 pedone del bianco · h4 pedone del bianco · c3 alfiere del bianco · f3 torre del bianco · g3 re del bianco · b2 pedone del bianco · f1 torre del bianco | f8 torre del nero · b7 pedone del nero · f7 torre del nero · g7 re del nero · a6 pedone del nero · c6 pedone del nero · f6 cavallo del nero · g6 pedone del nero · h6 pedone del nero · a5 pedone del bianco · c5 pedone del bianco · d5 pedone del nero · g4 pedone del bianco · h4 pedone del bianco · c3 alfiere del bianco · f3 torre del bianco · g3 re del bianco · b2 pedone del bianco · f1 torre del bianco | f8 torre del nero · b7 pedone del nero · f7 torre del nero · g7 re del nero · a6 pedone del nero · c6 pedone del nero · f6 cavallo del nero · g6 pedone del nero · h6 pedone del nero · a5 pedone del bianco · c5 pedone del bianco · d5 pedone del nero · g4 pedone del bianco · h4 pedone del bianco · c3 alfiere del bianco · f3 torre del bianco · g3 re del bianco · b2 pedone del bianco · f1 torre del bianco | f8 torre del nero · b7 pedone del nero · f7 torre del nero · g7 re del nero · a6 pedone del nero · c6 pedone del nero · f6 cavallo del nero · g6 pedone del nero · h6 pedone del nero · a5 pedone del bianco · c5 pedone del bianco · d5 pedone del nero · g4 pedone del bianco · h4 pedone del bianco · c3 alfiere del bianco · f3 torre del bianco · g3 re del bianco · b2 pedone del bianco · f1 torre del bianco | f8 torre del nero · b7 pedone del nero · f7 torre del nero · g7 re del nero · a6 pedone del nero · c6 pedone del nero · f6 cavallo del nero · g6 pedone del nero · h6 pedone del nero · a5 pedone del bianco · c5 pedone del bianco · d5 pedone del nero · g4 pedone del bianco · h4 pedone del bianco · c3 alfiere del bianco · f3 torre del bianco · g3 re del bianco · b2 pedone del bianco · f1 torre del bianco | f8 torre del nero · b7 pedone del nero · f7 torre del nero · g7 re del nero · a6 pedone del nero · c6 pedone del nero · f6 cavallo del nero · g6 pedone del nero · h6 pedone del nero · a5 pedone del bianco · c5 pedone del bianco · d5 pedone del nero · g4 pedone del bianco · h4 pedone del bianco · c3 alfiere del bianco · f3 torre del bianco · g3 re del bianco · b2 pedone del bianco · f1 torre del bianco | f8 torre del nero · b7 pedone del nero · f7 torre del nero · g7 re del nero · a6 pedone del nero · c6 pedone del nero · f6 cavallo del nero · g6 pedone del nero · h6 pedone del nero · a5 pedone del bianco · c5 pedone del bianco · d5 pedone del nero · g4 pedone del bianco · h4 pedone del bianco · c3 alfiere del bianco · f3 torre del bianco · g3 re del bianco · b2 pedone del bianco · f1 torre del bianco | f8 torre del nero · b7 pedone del nero · f7 torre del nero · g7 re del nero · a6 pedone del nero · c6 pedone del nero · f6 cavallo del nero · g6 pedone del nero · h6 pedone del nero · a5 pedone del bianco · c5 pedone del bianco · d5 pedone del nero · g4 pedone del bianco · h4 pedone del bianco · c3 alfiere del bianco · f3 torre del bianco · g3 re del bianco · b2 pedone del bianco · f1 torre del bianco | 1 |
|   | a | b | c | d | e | f | g | h |   |